# Lauren Lane
Lauren Lane (* 2. Februar 1961 in Oklahoma City, Oklahoma) ist eine US-amerikanische Fernseh- und Theaterschauspielerin. Bekannt wurde sie durch die Rolle der C.C. Babcock in der Fernsehserie Die Nanny (1993–1999).

## Leben
Lauren Lane wuchs in Texas auf. Sie machte einen Bachelor-Abschluss in Theaterwissenschaften an der Universität von Texas und einen Master-Abschluss am American Conservatory Theater in San Francisco.
Nach Ende ihres Studiums begann Lane ihre professionelle Karriere in verschiedenen regionalen Theater-Produktionen. Erste Erfahrungen vor der Kamera sammelte sie mit Rollen in den Kinofilmen Interface (1984) und Positive I.D. – Eine Frau sieht rot (1986). 1989 und 1991 hatte sie Gastrollen in der Fernsehserie Hunter. Anschließend spielte sie eine wiederkehrende Rolle als Julie Rayburn in der Serie L.A. Law. Es folgten weitere Gastrollen in den Serien South Beach (1993) und Burkes Gesetz (1995).
Internationale Bekanntheit erlangte sie in der Rolle der Chastity Claire "C.C." Babcock in der Sitcom Die Nanny, die sie von 1993 bis 1999 in sechs Staffeln mit 145 Folgen spielte. In der Serie war sie unter anderem an der Seite von Fran Drescher und Charles Shaughnessy zu sehen. Legendär wurden dabei vor allem C.C.s Wortgefechte mit dem Butler Niles (gespielt von Daniel Davis).
Parallel zu der Sitcom spielte sie weitere Gastrollen in Serien, unter anderem 1999 in Partners. Nach dem Ende von Die Nanny 1999 war Lane nur noch selten vor der Kamera zu sehen. Sie ist seitdem hauptsächlich als Theaterschauspielerin tätig.
2000 entwarf sie außerdem eine Handtaschenkollektion mit Ben Shepard in Los Angeles.
Lane ist Dozentin an der Fakultät für Schauspiel, Texas State University.

## Persönliches
Lane hat eine Tochter aus einer inzwischen geschiedenen Ehe. Wegen ihrer Schwangerschaft fehlte sie in einigen Episoden von Die Nanny. Diese Zeit wurde in der Serie damit überbrückt, dass ihre Rolle Chastity Claire "C.C." Babcock einen Zusammenbruch erleidet, als sie von der bevorstehenden Hochzeit von Maxwell Sheffield und Nanny Fran Fine erfährt und aufgrund dessen in eine psychiatrische Klinik eingewiesen wird.

## Filmographie

### Filme
- 1984: Interface
- 1986: Positive I.D. – Eine Frau sieht rot (Positive I.D.)
- 1992: Nicht ohne meinen Koffer (Nervous Ticks)
- 1993: Perry Mason und die Formel ewiger Schönheit (Perry Mason: The Case of the Skin-Deep Scandal, Fernsehfilm)
- 1999: Gen 13 (Stimme)
- 2001: The Cutting Room (Kurzfilm)

### Serien
- 1989–1991: Gnadenlose Jagd (Hunter, 10 Folgen)
- 1991–1992: L.A. Law – Staranwälte, Tricks, Prozesse (L.A. Law, 5 Folgen)
- 1993: South Beach (1 Folge)
- 1993–1999: Die Nanny (The Nanny, 145 Folgen)
- 1995: Burkes Gesetz (Burke's Law, 1 Folge)
- 1996: Duckman (Duckman: Private Dick/Family Man, Stimme, 1 Folge als Director’s Assistant)
- 1997: The Daily Show (1 Folge)
- 1999: Partners (1 Folge)
- 2004: Die Nanny: Das große Fressen zum Wiedersehen! (The Nanny Reunion: A Nosh to Remember, Serien-Spezial)

### Theater
- 1989–1990: Judevine
- 1993: Blood! Love! Madness!
- 1994: Electra
- 2001: Dinner with Friends
- 2005: The Vagina Monologues
- 2007–2008: The Dick Monologues
- 2008: The Clean House
- 2009: House of Several Stories
- 2010: Becky's New Car
- 2010: Celebrity Autobiography
- 2011: A Writer's Vision(s)
- 2011: August: Osage County
- 2011: The Cherry Orchard
- 2011–2012: God of Carnage
- 2013: Harvey
- 2014: Vanya and Sonia and Masha and Spike